# 절대소득가설
절대소득가설(absolute income hypothesis)는 경제학에서 가처분 소득과 소비와의 관계를 정의하는 가설이다.

## 개관
어떤 국민경제의 가처분소득이 Y, 그리고 소비가 C라고 할 때 다음과 같은 간단한 식으로 둘 사이의 관계를 나타낼 수 있다.
C=a+bY (단, a>0, 0<b<1)
이 식처럼 소비와 가처분소득 사이의 관계를 단순한 1차함수로 표현한 것을 케인스의 소비함수(Keynesian consumption function)라고 부른다.
위의 식은 가처분 소득이 소비수준을 결정하는 데 다른 어떤 요인보다 더 중요한 역할을 한다는 것을 보여주며, 이러한 케인즈의 소비이론을 절대소득가설(absolute income hypothesis)이라 한다. 
(단, 현재,미래의 소비는 모두 독립적이고 소비의 가역성이 존재한다는 것을 가정한다.) 

## 같이 보기
- 소비함수

## 참고 문헌
- 이준구, 이창용 - 경제학원론